# Sotonistička Biblija
Sotonistička Biblija knjiga je čiji je pisac američki okultist Anton LaVey. Prvi put je objavljena 1969. godine. Od tada se reizdaje. To je zapravo zbirka eseja, opažanja, opisivanja osnovnih sotonističkih rituala i jednostavna objašnjenja posebne ideologije i filozofije poznate kao LaVeyev sotonizam.
Sastoji se od četiri dijela: Knjige Sotone, Knjige Lucifera, Knjige Beliala i na kraju, Knjige Levijatana.
Druga je knjiga "meso" Biblije. U knjizi Beliala nalazi se niz eseja koji opisuju teme od seksa do zagrobnog života.
Poprilično dogmatska knjiga, jer ortodoksni sotonisti smatraju da je jedina istina ona koja je zapisana u ovom spisu. Sve druge ideje koje se spominju, a nisu opisane u Bibliji, oni smatraju neprimjenjivima na sotonizam.
Njene su korice crne, s imenom autora i crvenim pentagramom s Bafometom u sredini.
Smatra se jedinim štivom za praksu sotonizma. Koristi je Sotonistička crkva.